# Castelo de Ostrožac

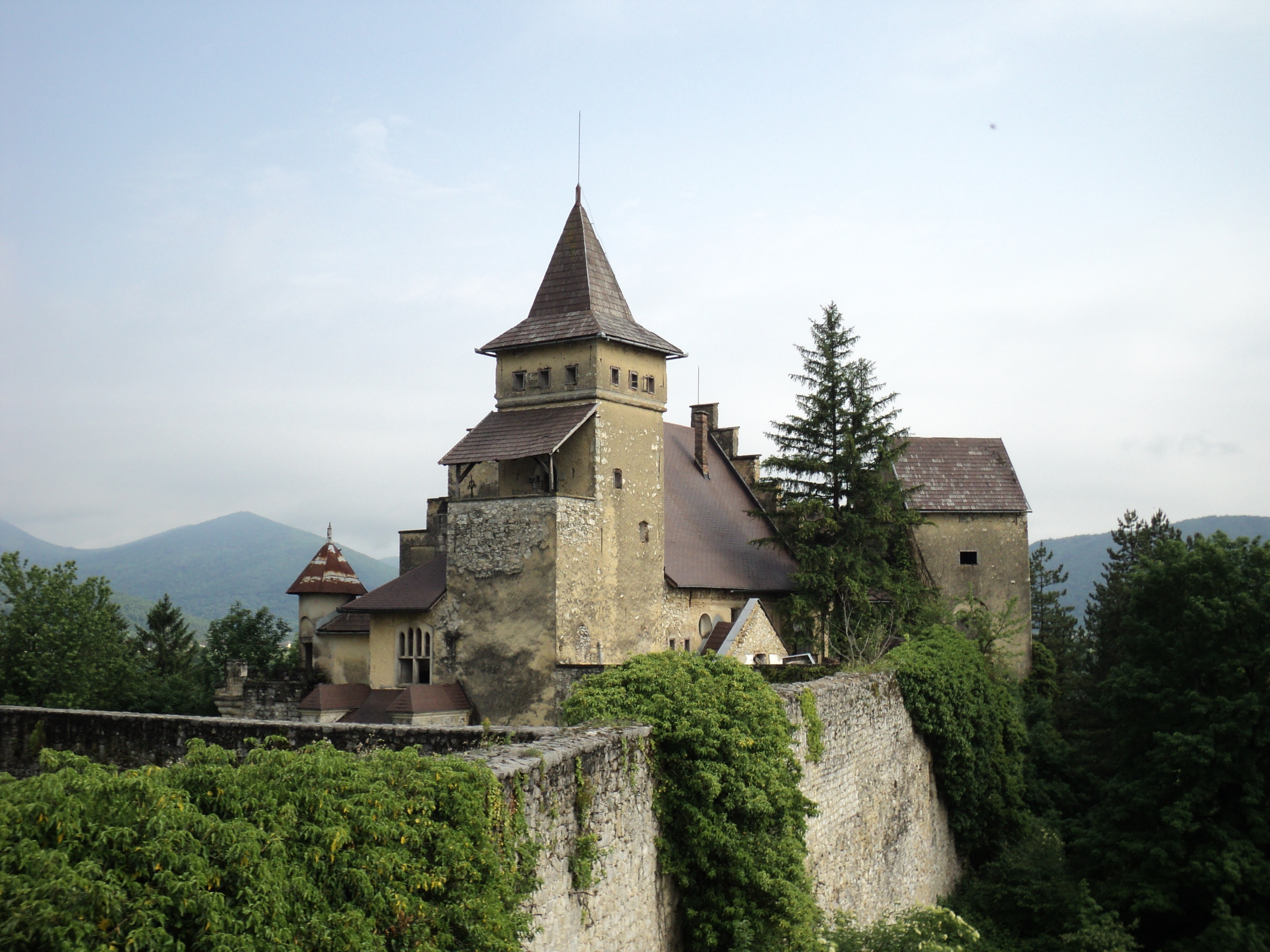
Vista do castelo

O Castelo de Ostrožac está localizado na Bósnia e Herzegovina 
no Canton Una-Sana apenas fora da cidade de Cazin, perto da aldeia de Ostrozac. O castelo remonta ao século XVI, quando o turcos otomanos estabeleceram a província otomana da Bósnia. A segunda adição foi feita no castelo entre 1900 e 1906 por um membro não confirmado da família Habsburgo.
Propriedade do castelo é ainda disputado, mas os cidadãos de Cazin e Ostrozac estão autorizados a usar as terras do castelo para shows e local de entretenimento. O castelo está lentamente sendo reparado e há boatos de que ele foi vendido pelo governo para um proprietário privado.